# Vestmanna
Vestmanna es una localidad y un municipio del norte de Streymoy, en las Islas Feroe. En 2011 tiene una población estimada de 1.206 habitantes. La sede administrativa es la única localidad del municipio.
Su nombre significa en feroés "hombres occidentales", el nombre que los vikingos daban a los celtas.
Sus principales actividades económicas son la pesca y la industria procesadora del pescado. El municipio es también un importante generador de electricidad.

## Geografía

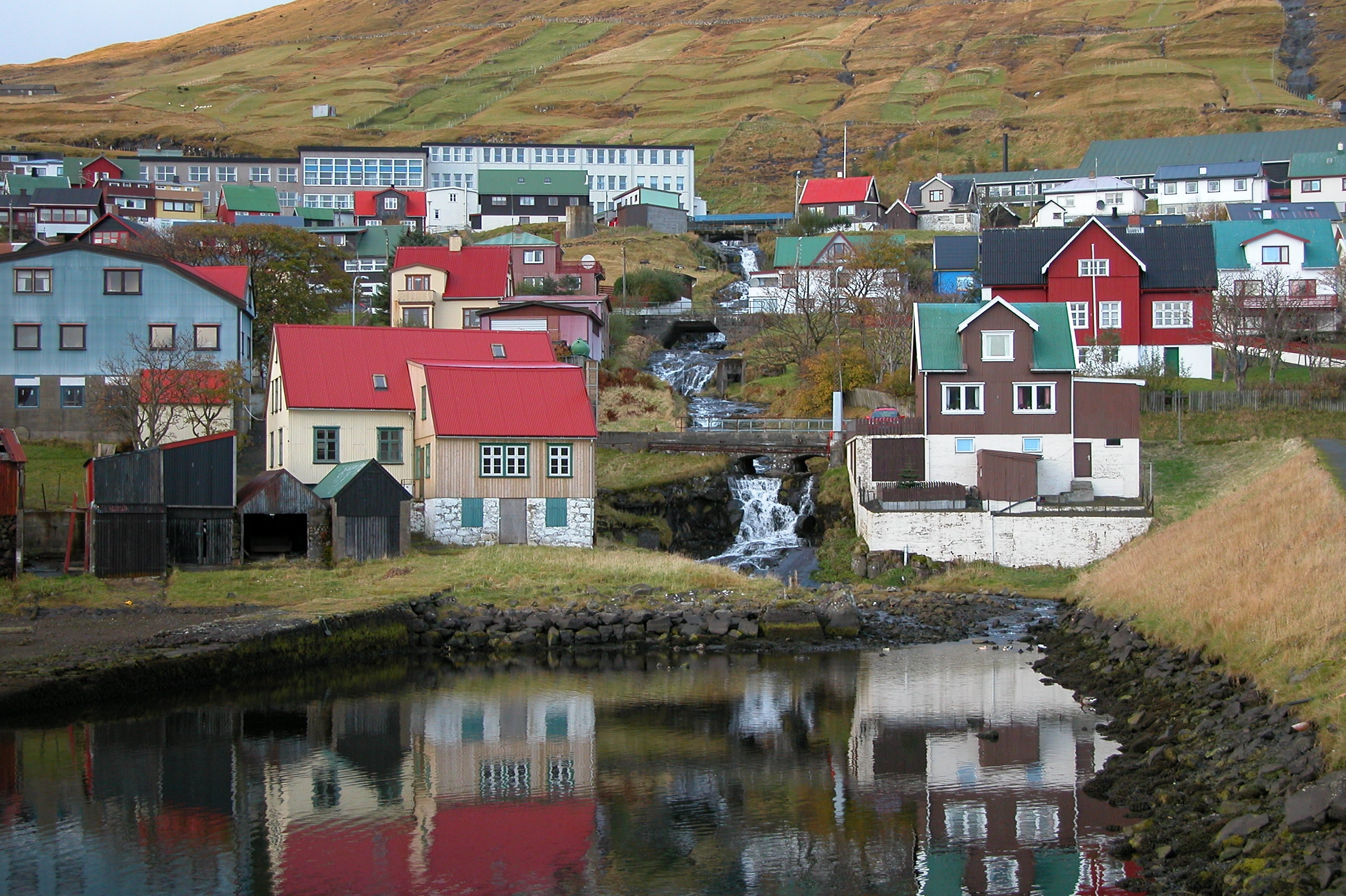
La desembocadura del Gjogvará.

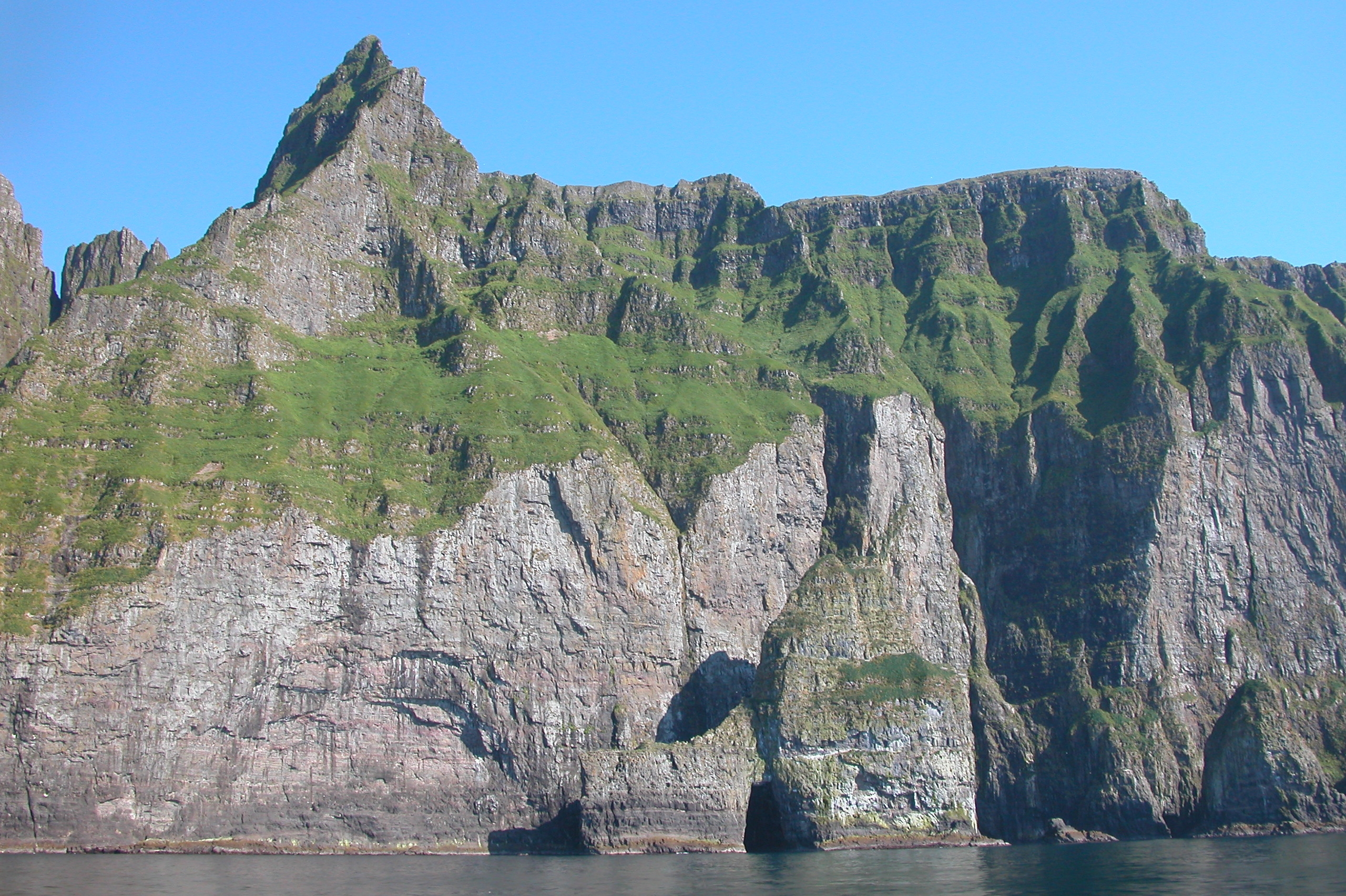
Los acantilados de Vestmanna.

Vestmanna se encuentra en la costa occidental de Streymoy, en uno de los mejores puertos naturales de las Islas Feroe: una bahía que se abre al sur en el Vestmannasund, el estrecho que separa a Streymoy de Vágar. La localidad está rodeada por las montañas Hægstafjall (296 m snm), Økslin (317 m snm), Loysingafjall (639 m snm) y Moskurfjall (624 m snm). El riachuelo Gjógvará, hoy parcialmente entubado, atraviesa el pueblo y desemboca en el puerto. Al norte y al este del pueblo hay mesetas a varios metros de altitud donde se localizan cuatro embalses que desaguan a la bahía de Vestmanna y son utilizados en la generación de energía hidroeléctrica. En total hay 3 plantas generadoras que constituyen la mayor producción de hidroelectricidad en las Feroe.
Vestmanna atrae varios turistas que visitan sus acantilados (Vestmannabjørgini) para ver las enormes colonias de aves marinas que llegan a anidar. Las mejores fechas son junio y julio, cuando millones de aves habitan las Feroe. Además, en los acantilados hay numerosas grutas naturales que pueden ser visitadas cuando las condiciones de la marea lo permiten. También es posible un recorrido en bote al pueblo de Slættanes. Los embalses son sitios adecuados para la pesca. Desde Vestmanna parte una vieja ruta de senderismo a través de las montañas hasta Saksun.
El municipio de Vestmanna colinda al norte y al oriente con el municipio de Sundini y al sur con el municipio de Kvívík. El poblado más cercano es Válur, en la orilla oriental de la bahía de Vestmanna. La única carretera de Vestmanna corre al sur y comunica con Kvívík, Stykkið y Leynar. Anteriormente existía una ruta de transbordador entre Vestmanna y la isla de Vágar, pero ahora es posible llegar a esta isla por medio del túnel submarino de Vágar.

## Historia

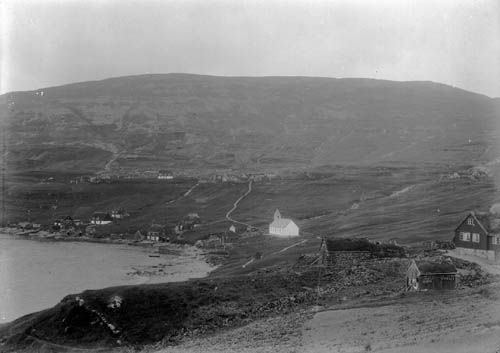
Vestamanna a finales del

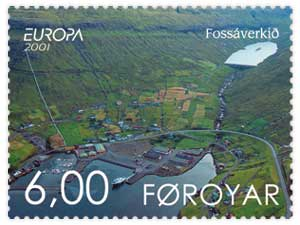
Sello postal, con el embalse Heygavatn y la hidroeléctrica Fossáverkið

En 1400 se hace referencia escrita por primera vez a Vestmanna, pero se estima la historia de la localidad es bastante más anterior.
A principios del siglo XVII Vestmanna fue frecuentemente atacada por piratas. Estos acontecimientos tuvieron lugar en varios otros puntos de las Feroe; los piratas solían secuestrar a los pobladores para después venderlos como esclavos, principalmente en el norte de África. En 1615, tres barcos piratas irlandeses fueron derrotados en Vestmanna por dos buques de guerra daneses. Veintisiete piratas murieron en combate, 55 se ahogaron y 8 fueron ejecutados en la horca.
En diciembre de 1759, durante la Guerra de los Siete Años, François Thurot buscó refugio en Vestmanna debido a condiciones climáticas desfavorables. La falta de suministros en la localidad fue la causa de que Thurot decidiera saquear las costas de Irlanda del Norte.
Desde mediados del siglo XIX se empezó a instalar en el estrecho de Vestmanna una red que evitase el escape de calderones una vez que éstos han entrado a la bahía, con motivo de la importancia que tiene la caza de estos cetáceos para la población de las Feroe.
En 1839 aumentó la importancia económica de Vestmanna cuando el monopolio comercial danés abrió una filial en el poblado. Esta sucursal servía a las islas de Streymoy y Vágar, y desde Vestmanna se distribuían las mercancías por medio de botes de remos o a pie.
En 1897 se construyó un astillero para servir principalmente a la reparación de la flota pesquera. Actualmente este astillero pertenece al astillero de Tórshavn y está administrado en la capital feroesa. En 1950 se inauguró en Vestmanna la mayor planta hidroeléctrica de las Islas Feroe, que para 1986 representaba el 80% de la energía hidroeléctrica generada en las islas.

## Cultura y deporte

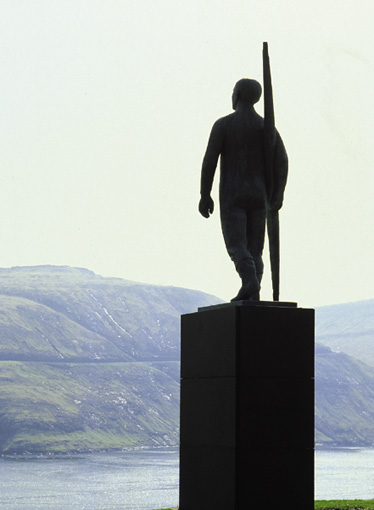
Pescador, de Janus Kamban.

En Vestmanna existe una escuela primaria, una escuela de educación secundaria: el Instituto de Pesca y Acuicultura (Fiskivinnuskulin), y una escuela nocturna. Hay también una escuela de música, una biblioteca pública y un museo de cera sobre la historia de los vikingos.
Vestmanna Ítrottarfelag es un club deportivo de balonmano, bádminton y remo. Vestmanna Talvfelag es el club local de ajedrez. En la escuela de Vestmanna hay una sala de gimnasia —donde entrena una sucursal del Havnar Fimleikafelag ("Club de gimnasia de Tórshavn")— y una piscina cubierta.

## Política
Vestmanna está gobernada por un concejo municipal de 7 miembros. Las últimas elecciones tuvieron lugar el 11 de noviembre de 2008, y en ellas se postularon solamente dos listas independientes. El gobierno entró en funciones el 1 de enero de 2009, siendo presidido por Karl Asbjørn Olsen. Olsen es alcalde de Vestmanna desde el 1 de enero de 2005, y también se postuló por el Partido del Autogobierno en las elecciones parlamentarias de 2008, sin llegar al Løgting.